# Verbesina standleyi
Verbesina standleyi là một loài thực vật có hoa trong họ Cúc. Loài này được (Steyerm.) D.L.Nash miêu tả khoa học đầu tiên năm 1975.